# José Steinberg
José Steinberg (Rio de Janeiro, 18 de novembro de 1932 - Rio de Janeiro, 11 de dezembro de 2023),  foi um ator, professor e tradutor brasileiro. 
José Steinberg morava há mais de 20 anos em Teresópolis, município do estado do Rio de Janeiro. Ficou conhecido pelo papel do bondoso Padre Aguiar da telenovela Xica da Silva.
Era professor de Língua e Literatura Hebraicas e Cultura Judaica na Universidade Federal do Rio de Janeiro.

## Filmografia

### Televisão
| Ano       | Título                     | Personagem                 | Notas                                       |
| --------- | -------------------------- | -------------------------- | ------------------------------------------- |
| 2013      | Amor à Vida                | Avô de Rebeca              |                                             |
| 2008      | Faça Sua História          | —                          | Episódio: "Olho de Sogra"                   |
| 2007      | Malhação                   | Demétrio Cruz              |                                             |
| 2006      | Floribella                 | Vladislau                  |                                             |
| 2005      | Belíssima                  | Munis                      |                                             |
| 2005      | Alma Gêmea                 | Médico amigo do Dr. Julian | Participação Especial                       |
| 2004      | Chocolate com Pimenta      | Médico                     | Participação Especial                       |
| 2004      | Da Cor do Pecado           | Leiloeiro                  |                                             |
| 2003      | Canavial de Paixões        | Miguel Castro              |                                             |
| 2002      | O Quinto dos Infernos      | Professor Cruguer          |                                             |
| 2000      | Aquarela do Brasil         | Max Bronstein              |                                             |
| 1998      | Você Decide                | —                          | Episódio: "Síndrome"                        |
| 1996-1998 | Xica da Silva              | Padre Aguiar               |                                             |
| 1995      | A Próxima Vítima           | Sérgio                     |                                             |
| 1993      | Sonho Meu                  | Milton Duarte              |                                             |
| 1992      | Você Decide                | —                          | Episódio: "Achados e Perdidos"              |
| 1992      | Deus nos Acuda             | Acionista da Baum          |                                             |
| 1990      | Desejo                     | Médico                     |                                             |
| 1990      | Meu Bem, Meu Mal           | Fausto                     |                                             |
| 1990      | Rainha da Sucata           | Juiz de paz                |                                             |
| 1990      | Mico Preto                 | Empresário australiano     |                                             |
| 1990      | Barriga de Aluguel         | Diretor da fundação        |                                             |
| 1989      | Que Rei Sou Eu?            | Frade Angélico             |                                             |
| 1989      | Capitães da Areia          | Padre                      |                                             |
| 1989      | Top Model                  | Joalheiro                  |                                             |
| 1988      | Fera Radical               | Médico                     |                                             |
| 1986      | Selva de Pedra             | Novo piloto do jatinho     | [ 3 ]                                       |
| 1986      | 'Memórias de um Gigolô     | Agostinho                  |                                             |
| 1984      | Rabo de Saia               | Coronel                    |                                             |
| 1983      | Guerra dos Sexos           | Fritz                      |                                             |
| 1979      | Carga Pesada               | Professor                  | Episódio: "Pogrom, Moralidade Se Conquista" |
| 1979      | Pai Herói                  | Dr. Ramos de Andrade       |                                             |
| 1978      | Pecado Rasgado             | Jofre Santana              |                                             |
| 1977      | Sítio do Picapau Amarelo   | —                          | Episódio: "Piloto"                          |
| 1976      | O Feijão e o Sonho         | Belchior                   | Segunda fase                                |
| 1976      | Vejo a Lua no Céu          | Padre Lucas                |                                             |
| 1974      | Supermanoela               | Isaac                      |                                             |
| 1973      | O Anjo                     | Professor Garrido          |                                             |
| 1972      | Caso Especial              | —                          | Episódio: "Dibuk, o Demônio"                |
| 1972      | Selva de Pedra             | Isaac                      |                                             |
| 1972      | Shazan, Xerife e Cia.      | —                          | Episódio: "S.O.S Rádio Jururu "             |
| 1971      | Caso Especial              | —                          | Episódio: "A Peróla"                        |
| 1970      | Irmãos Coragem             | Laport                     |                                             |
| 1970      | Assim na Terra Como no Céu | Dr. Israel                 |                                             |

### Cinema
| Ano  | Título                           | Personagem        |
| ---- | -------------------------------- | ----------------- |
| 2015 | A Esperança é a Última que Morre | Advogado          |
| 2012 | O Bebê de Tarlatana Rosa         | Moura             |
| 2011 | O Homem do Futuro                | Porteiro Arlindo  |
| 2008 | O Guerreiro Didi e a Ninja Lili  | Padre             |
| 2004 | Amazon Forever                   | Roberto Terremoto |
| 2004 | Olga                             | —                 |
| 2003 | Zico - O Filme                   | Joaquim           |
| 2003 | Maria - Mãe do Filho de Deus     | Pastor            |
| 1979 | O Coronel e o Lobisomem          | Seabra            |
| 1977 | Quem Matou Pacífico?             | Pierre            |
| 1976 | Perdida                          | —                 |
| 1975 | Motel                            | Ferraz            |
| 1975 | O Casal                          | —                 |

## Teatro[6]
- 2011 - Um Violinista no Telhado[7]
- 1979 - Ondine
- 1976 - Conto a Conto: Histórias Infantis
- 1975/1976 - Padre à Italiana
- 1974 - A Venerável Madame Goneau
- 1968 - Aprendiz de Feiticeiro
- 1966 - Andrócles e o Leão
- 1957 - Medo Que Aflora
- 1956 - O Patinho Feio
- 1954 - Tropeiros
- 1954 - A Revolta dos Brinquedos
- 1952 - Adverso
- 1952 - O Dibuk: Entre dois Mundos
- 1952 - Purimschpil